# Harry Höfer

Harry Höfer

Harry Höfer (* 28. Juli 1921 in Leipzig; † 9. November 2007 in Münster) war ein deutscher Komponist.

## Leben
Harry Höfer studierte zunächst Musiktheorie und Horn an der „Westfälischen Schule für Musik“ in Münster. Nach dem Zweiten Weltkrieg arbeitete er in verschiedenen Orchestern als Hornist. Ende der 1940er Jahre studierte er außerdem Komposition bei Franz Ludwig und Günter Bialas. 1972 wurde er als Professor für Komposition und Musiktheorie an die Hochschule für Musik Westfalen-Lippe berufen. 1986 wurde er emeritiert. 

## Werke
Harry Höfer komponierte vor allem für Blasinstrumente, besonders für Naturhorn, wofür er auch musikpädagogische Werke verfasste. Sein Stil ist durch Kontrapunktik, alte und neue Techniken, klassische Formen, zum Teil vielschichtige Rhythmen und die häufige Verwendung des Wortes gekennzeichnet.
- Gloria für 3 Alphörner und Naturhorngruppe (1973)
- "glorificazione" für 9 Waldhörner (1982)
- Prologo musicale für Bläserquintett (1990) für Flöte Oboe, Klarinette, Horn und Fagott
- Sonate Nr. 1 für Naturhorn in Es und Klavier (1998)
- Sonate Nr. 2 für Naturhorn in Es und Klavier (1998)
- Sonate Nr. 3 für Naturhorn in Es und Klavier (1998)
- Sonate Nr. 4 für Naturhorn in F, D, Es und Klavier (1999)
- Sonate Nr. 5 für Naturhorn in Es, C, F und Klavier (1999)